# Комптон (Каліфорнія)
Комптон (англ. Compton) — місто (англ. city) в США, в окрузі Лос-Анджелес штату Каліфорнія. Населення — 95 740 осіб (2020).
Комптон — робітниче передмістя Лос-Анджелеса, у якому мешкає багато молоді. З 80-х років місто стало центром зародження молодіжних банд на зразок Bloods, Crips та Sureños, та пов'язаних з ними хіп-хопом та гангста-репом.

## Географія
Комптон розташований за координатами 33°53′33″ пн. ш. 118°13′39″ зх. д. / 33.89250° пн. ш. 118.22750° зх. д. (33.892614, -118.227374). За даними Бюро перепису населення США в 2010 році місто мало площу 26,20 км², з яких 25,93 км² — суходіл та 0,27 км² — водойми.
Місто знаходиться між горами Сан-Габріель, узбережжям Тихого океану і густонаселеним районом міста Лос-Анджелес. Воно лежить на висоті близько 15 метрів над рівнем моря і безпосередньо примикає до міст Карсон, Лінвуд і Парамаунт.

## Демографія

### Перепис 2010 року
Згідно з переписом 2010 року, у місті мешкало 96 455 осіб у 23 062 домогосподарствах у складі 19 263 родин. Густота населення становила 3681 особа/км². Було 24523 помешкання (936/км²).
Расовий склад населення:
| - 32,9 % — чорних або афроамериканців - 25,9 % — білих - 0,7 % — вихідців з тихоокеанських островів - 0,7 % — корінних американців - 0,3 % — азіатів - 36,2 % — осіб інших рас |

До двох чи більше рас належало 3,4 %. Частка іспаномовних становила 65,0 % від усіх жителів.
За віковим діапазоном населення розподілялося таким чином: 33,1 % — особи молодші 18 років, 59,4 % — особи у віці 18—64 років, 7,5 % — особи у віці 65 років та старші. Медіана віку мешканця становила 28,0 року. На 100 осіб жіночої статі у місті припадало 94,8 чоловіків; на 100 жінок у віці від 18 років та старших — 90,7 чоловіків також старших 18 років.
Середній дохід на одне домашнє господарство становив 52 386 доларів США (медіана — 43 507), а середній дохід на одну сім'ю — 54 259 доларів (медіана — 45 484). Медіана доходів становила 30 589 доларів для чоловіків та 28 666 доларів для жінок. За межею бідності перебувало 26,6 % осіб, у тому числі 35,7 % дітей у віці до 18 років та 17,8 % осіб у віці 65 років та старших.
Цивільне працевлаштоване населення становило 36 595 осіб. Основні галузі зайнятості: освіта, охорона здоров'я та соціальна допомога — 20,1 %, виробництво — 17,2 %, науковці, спеціалісти, менеджери — 10,3 %, роздрібна торгівля — 10,2 %.

### Перепис 2000 року
За даними перепису 2000 року на території муніципалітету мешкало 94 425 людей, було 22 327 садиб та сімей.
Густота населення становила 3.563,5 осіб/км2. З 22 327 садиб у 50,7 % проживали діти до 18 років, подружніх пар, що мешкали разом, було 47,3 %,
садиб, у яких господиня не мала чоловіка — 27,7 %, садиб без сім'ї — 16,6 %.
Власники 5,5 % садиб мали вік, що перевищував 65 років, а в 13,2 % садиб принаймні одна людина була старшою за 65 років. Число людей у середньому на садибу становило 4,16, а в середньому на родину 4,45.
Медіанний вік населення становив 25 років. На кожних 100 жінок віком понад 18 років припадало 91,2 чоловіків.

## Персоналії
- Томас Лістер (1958—2020) — американський актор і колишній рестлер.
- Кендрік Ламар Дакворт (1987) – американський репер, лауреат низки престижних музичних та літературних премій, серед яких 22 статуетки Греммі та Пулітцерівська премія.